# Cercopithecus lowei
Macaco-de-lowe (Cercopithecus lowei) é um Macaco do Velho Mundo da subfamília Cercopithecinae. Ocorre na Costa do Marfim e em Gana. Já foi considerado como subespécie de Cercopithecus campbelli.